# Tom Hulce
Thomas Edward Hulce (Detroit, 1953. december 6. –) Primetime Emmy- és David di Donatello-díjas amerikai színész, illetve Tony-díjas színházi producer.
Legsikeresebb alakítása a címszereplő megformálása volt az Amadeus című 1984-es filmben. A szereppel David di Donatello-díjat nyert, továbbá Oscar- és Golden Globe-díjakra jelölték. Fontosabb filmjei közé tartozik még a Party zóna (1978), a Vásott szülők (1989), illetve Quasimodo eredeti szinkronhangjaként a A Notre Dame-i toronyőr (1996) című animációs film.
1995-ös The Heidi Chronicles című tévéfilmjével Primetime Emmy-díjat nyert. A Tavaszébredés című színdarab producereként 2007-ben Tony-díjat vehetett át.

## Magánélete
A Seattle Gay News magazin 2008-as interjújában melegként hivatkozott önmagára. Egy pletykát is eloszlatott, amely szerint összeházasodott egy Cecilia Ermini nevű olasz nővel és lányuk is született. „Ez az információ – miszerint feleségem és gyerekem van – hamis. Az internet világában sok téves információ található. Bárki írhat valamit a Wikipédiára és annak nem kell igaznak lennie. Jól érzem magam a nyíltan meleg színészek listáján, bár körülbelül tíz éve abbahagytam már a színészkedést.”

## Filmográfia

### Film
| Év   | Magyar cím                                     | Eredeti cím                                           | Szerep                           | Magyar hang             |
| ---- | ---------------------------------------------- | ----------------------------------------------------- | -------------------------------- | ----------------------- |
| 1977 |                                                | September 30, 1955                                    | Hanley                           |                         |
| 1978 | Party zóna                                     | Animal House                                          | Lawrence "Pinto" Kroger          | Görög László            |
| 1978 | Party zóna                                     | Animal House                                          | Lawrence "Pinto" Kroger          | Pálmai Szabolcs         |
| 1980 |                                                | Those Lips, Those Eyes                                | Artie Shoemaker                  |                         |
| 1984 | Amadeus                                        | Amadeus                                               | Wolfgang Amadeus Mozart          | Gyabronka József        |
| 1986 |                                                | Echo Park                                             | Jonathan                         |                         |
| 1987 | Élet-halál tánc                                | Slam Dance                                            | C.C. Drood                       | Gyabronka József        |
| 1987 | Élet-halál tánc                                | Slam Dance                                            | C.C. Drood                       | Kisfalusi Lehel         |
| 1988 | Dominick és Eugene                             | Dominick and Eugene                                   | Dominick "Nicky" Luciano         | Berzsenyi Zoltán        |
| 1988 |                                                | Shadow Man                                            | David Rubenstin / The Shadow Man |                         |
| 1989 | Vásott szülők                                  | Parenthood                                            | Lawrence "Larry" Buckman         | Szabó Sipos Barnabás    |
| 1989 | Vásott szülők                                  | Parenthood                                            | Lawrence "Larry" Buckman         | Varga Gábor             |
| 1989 | Fekete szivárvány                              | Black Rainbow                                         | Gary Wallace                     | Bor Zoltán              |
| 1989 | Fekete szivárvány                              | Black Rainbow                                         | Gary Wallace                     | Görög László            |
| 1991 | A legbelsőbb körök                             | The Inner Circle                                      | Ivan Sanshin                     | Jakab Csaba             |
| 1993 | Félelem nélkül                                 | Fearless                                              | Steven Brillstein                | Csuja Imre              |
| 1994 | Frankenstein                                   | Mary Shelley's Frankenstein                           | Henry Clerval                    | Fazekas István          |
| 1994 | Frankenstein                                   | Mary Shelley's Frankenstein                           | Henry Clerval                    | Gyabronka József        |
| 1995 | A bátorság szárnyai                            | Wings of Courage                                      | Antoine de Saint-Exupéry         |                         |
| 1996 | A Notre Dame-i toronyőr                        | The Hunchback of Notre Dame                           | Quasimodo (hangja)               | Lippai László           |
| 1996 | A Notre Dame-i toronyőr                        | The Hunchback of Notre Dame                           | Quasimodo (hangja)               | Nyári Zoltán (énekhang) |
| 2002 | A Notre Dame-i toronyőr 2. – A harang rejtélye | The Hunchback of Notre Dame II                        | Quasimodo (hangja)               | Lippai László           |
| 2002 | A Notre Dame-i toronyőr 2. – A harang rejtélye | The Hunchback of Notre Dame II                        | Quasimodo (hangja)               | Nyári Zoltán (énekhang) |
| 2004 | Otthon a világ végén                           | A Home at the End of the World                        | filmproducer                     | –                       |
| 2006 | Felforgatókönyv                                | Stranger than Fiction                                 | Dr. Cayly                        |                         |
| 2008 | Hipervándor                                    | Jumper                                                | Mr. Bowker                       | Fehér Péter             |
| 2009 |                                                | Kyle Riabko: The Lead (dokumentumfilm)                | önmaga                           |                         |
| 2018 | Sirály                                         | The Seagull                                           | filmproducer                     | –                       |
| 2022 |                                                | Spring Awakening: Those You've Known (dokumentumfilm) | önmaga                           |                         |
| 2023 | Volt egyszer egy stúdió (rövidfilm)            | Once Upon a Studio                                    | Quasimodo (hangja)               | Karácsonyi Zoltán       |

### Televízió
| Év   | Magyar cím            | Eredeti cím           | Szerep                       | Megjegyzések |
| ---- | --------------------- | --------------------- | ---------------------------- | ------------ |
| 1975 |                       | Great Performances    | fiatal Frank                 | 1 epizód     |
| 1976 |                       | The American Parade   | testvér                      | 1 epizód     |
| 1976 |                       | The Adams Chronicles  | diák                         | 1 epizód     |
| 1983 | Egy kórház magánélete | St. Elsewhere         | John Doe #12 / David Stewart | 3 epizód     |
| 1986 |                       | American Playhouse    | Daniel Rocket                | 1 epizód     |
| 1986 |                       | Tall Tales & Legends  | Quinn                        | 1 epizód     |
| 1990 |                       | Murder in Mississippi | Michael "Mickey" Schwerner   | tévéfilm     |
| 1993 |                       | The Hidden Room       | Joe                          | 1 epizód     |
| 1995 | Frasier – A dumagép   | Frasier               | Keith (hangja)               | 1 epizód     |
| 1995 |                       | The Heidi Chronicles  | Peter Patrone                | tévéfilm     |

## Fontosabb díjak és jelölések

### Filmes és televíziós díjak
| Év   | Díj                    | Kategória                                                         | Jelölt mű             | Eredmény | Ref.   |
| ---- | ---------------------- | ----------------------------------------------------------------- | --------------------- | -------- | ------ |
| 1985 | Oscar-díj              | legjobb férfi főszereplő                                          | Amadeus               | Jelölve  | [ 10 ] |
| 1985 | David di Donatello-díj | legjobb külföldi színész                                          | Amadeus               | Elnyerte |        |
| 1985 | Golden Globe-díj       | legjobb férfi főszereplő (filmdráma)                              | Amadeus               | Jelölve  | [ 11 ] |
| 1989 | Golden Globe-díj       | legjobb férfi főszereplő (filmdráma)                              | Dominick és Eugene    | Jelölve  | [ 12 ] |
| 1991 | Golden Globe-díj       | legjobb férfi főszereplő (minisorozat vagy tévéfilm)              | Murder in Mississippi | Jelölve  | [ 13 ] |
| 1990 | Primetime Emmy-díj     | legjobb férfi főszereplő (minisorozat vagy tévéfilm)              | Murder in Mississippi | Jelölve  | [ 14 ] |
| 1996 | Primetime Emmy-díj     | legjobb férfi mellékszereplő (minisorozat vagy különkiadás)       | The Heidi Chronicles  | Elnyerte | [ 15 ] |
| 1996 | Golden Globe-díj       | legjobb férfi mellékszereplő (sorozat, minisorozat vagy tévéfilm) | The Heidi Chronicles  | Jelölve  | [ 16 ] |

## Fordítás
- Ez a szócikk részben vagy egészben  a   Tom Hulce című angol Wikipédia-szócikk ezen változatának fordításán alapul.  Az eredeti cikk szerkesztőit annak laptörténete sorolja fel. Ez a jelzés csupán a megfogalmazás eredetét és a szerzői jogokat jelzi, nem szolgál a cikkben szereplő információk forrásmegjelöléseként.